# Häggmansberget
Häggmansberget ligger vid Kamlunge Västanfors i Töre socken i Kalix kommun
På berget finns ett fort som  ingick i Kalixlinjens försvar, där pansarskeppet HMS Gustav V's  två  15,2 cm-pjäser finns kvar i ett batteri. 